# Nicole Parker
Nicole Frances Parker (Irvine, Californië, 21 februari 1978) is een Amerikaanse actrice en zangeres.
Parker is vooral bekend geworden door haar rollen in de comedyshow MADtv. Ook speelde ze enkele rollen in de film Disaster Movie. De actrice speelde in 2009 en in 2012 de rol van Elphaba in de Broadwayproductie van de musical Wicked.